# لاميون تايواني
لاميون تايواني (الاسم العلمي: Lamium taiwanense) هو نوع من النباتات يتبع جنس اللاميون من الفصيلة الشفوية.